# Långö mosse och Svanasjöns naturreservat
Långö mosse och Svanasjön är ett naturreservat i Gnosjö och Vaggeryds kommuner i Jönköpings län.
Reservatet omfattar 469 hektar och är skyddat sedan 2016. Området ligger 8 km nordost om Hillerstorp och gränsar i söder mot Store Mosse nationalpark. Området består av en högmosse med tillhörande randskog samt öppen myr. I den södra delen finns sjön Svanasjön. Några myrholmar med barrblandskog sticker upp ur mossen.

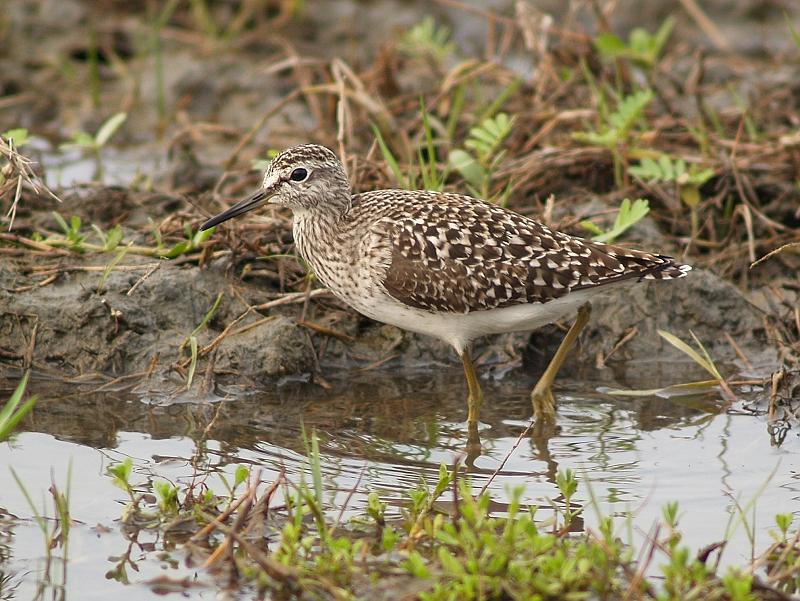
Grönbena förekommer i reservatet.

Större delen av området består av öppen myr. Där på högmossen är det framför allt rostvitmossa som dominerar. Där växer även vitag, sileshår, tuvull, rosling, tranbär och andra vitmossearter.
I reservatet har den rödlistade spindeln myrtaggfoting påträffats.
I området finns ett rikt fågelliv kopplat till Store Mosse nationalpark.